# Joël Kimwaki
Joël Kimwaki (Kinshasa, 14 ottobre 1986) è un ex calciatore congolese (Repubblica Democratica del Congo), di ruolo difensore.

## Carriera

### Club
Dopo aver giocato con il Motema Pembe, nel 2010 si trasferisce al TP Mazembe, con cui vince la CAF Champions League 2010.

### Nazionale
Conta alcune presenze con la Nazionale della Repubblica Democratica del Congo.

## Palmarès

### Club

#### Competizioni nazionali
- Campionato della Repubblica Democratica del Congo: 5

Motemba Pembe: 2008
TP Mazembe: 2009, 2011, 2013, 2014
- Coppa della Repubblica Democratica del Congo: 2

Motema Pembe: 2006, 2009
- Supercoppa della Repubblica Democratica del Congo: 2

TP Mazembe: 2013, 2014

#### Competizioni internazionali
- CAF Champions League: 2

TP Mazembe: 2010, 2015
- Coppa della Confederazione CAF: 1

TP Mazembe: 2016
- CAF Super Cup: 2

TP Mazembe: 2010, 2011